# Atletismo nos Jogos Pan-Americanos de 2019 - 1500 m masculino
A competição dos 1500 m rasos masculino foi um dos eventos do atletismo nos Jogos Pan-Americanos de 2019, em Lima, no Peru. A prova foi realizada no dia 8 de agosto.

## Calendário
Horário local (UTC-5).
| Data        | Horário | Fase  |
| ----------- | ------- | ----- |
| 8 de agosto | 16:55   | Final |

## Medalhistas
| Ouro   | MEX José Carlos Villarreal |
| Prata  | USA John Gregorek Jr.      |
| Bronze | CAN William Paulson        |

## Recordes
Recordes mundial e pan-americano antes da disputa dos Jogos Pan-Americanos de 2019.
| Tipo                             | Atleta             | Tempo   | Local          | Data                |
| -------------------------------- | ------------------ | ------- | -------------- | ------------------- |
|                                  | Hicham El Guerrouj | 3:26.00 | Roma           | 14 de julho de 1998 |
| Recorde dos Jogos Pan-Americanos | Hudson de Souza    | 3:36.32 | Rio de Janeiro | 25 de julho de 2007 |

## Resultados

### Final
Os resultados foram os seguintes:  
| Colocação         | Atleta                   | Nacionalidade      | Tempo   | Notas                |
| ----------------- | ------------------------ | ------------------ | ------- | -------------------- |
| Medalha de ouro   | José Carlos Villarreal   | MEX México         | 3:39.93 |                      |
| Medalha de prata  | John Gregorek Jr.        | USA Estados Unidos | 3:40.42 |                      |
| Medalha de bronze | William Paulson          | CAN Canadá         | 3:41.15 |                      |
| 4                 | Santiago Catrofe         | URU Uruguai        | 3:43.17 |                      |
| 5                 | Federico Bruno           | ARG Argentina      | 3:43.17 | Recorde da temporada |
| 6                 | Carlos Santos            | BRA Brasil         | 3:44.47 | Recorde da temporada |
| 7                 | Fernando Daniel Martínez | MEX México         | 3:45.13 |                      |
| 8                 | Carlos Hernández Samacá  | COL Colômbia       | 3:45.35 | Recorde pessoal      |
| 9                 | Diego Lacamoire          | ARG Argentina      | 3:45.36 |                      |
| 10                | Andrés Arroyo            | PUR Porto Rico     | 3:47.42 |                      |
| 11                | Dage Minors              | BER Bermudas       | 3:48.85 |                      |
| 12                | Carlos Díaz              | CHI Chile          | 3:49.33 |                      |
| 13                | Eduardo Gregorio         | URU Uruguai        | 3:49.66 |                      |

Legenda
| Recorde mundial                  | Recorde mundial (World record)               |                       | Recorde africano                      | Recorde africano (African) |                                           | Q | Classificado por posição (Qualified) |
| Recorde dos Jogos Pan-Americanos | Recorde pan-americano (Pan-American record)  | Recorde da América    | Recorde da América (Americas)         | q                          | Classificado por melhor tempo (Qualified) |   |                                      |
| Melhor marca do ano              | Melhor marca do ano (World leading)          | Recorde asiático      | Recorde asiático (Asian)              | DNS                        | Não largou (Did not start)                |   |                                      |
| Recorde nacional                 | Recorde nacional (National record)           | Recorde europeu       | Recorde europeu (European)            | DNF                        | Não terminou (Did not finish)             |   |                                      |
| Recorde pessoal                  | Recorde pessoal do atleta (Personal best)    | Recorde da Oceania    | Recorde da Oceania (Oceania)          | DSQ / DQ                   | Desclassificado (Disqualified)            |   |                                      |
| Recorde da temporada             | Recorde da temporada do atleta (Season best) | Recorde sul-americano | Recorde sul-americano (South America) | NM                         | Sem marca (No mark)                       |   |                                      |